# アンフィオン級潜水艦
アンフィオン級潜水艦（あんふぃおんきゅうせんすいかん、Amphion-class submarine）は、1940年代にイギリス海軍が建造した潜水艦。「アケロン」をネームシップとしてアケロン級潜水艦（Acheron-class submarine）、また全艦が「A」で始まる名前を持っていたためA級潜水艦（A-class submarine）とも呼ばれる。
本級のうち、「アライアンス」のみゴスポートの王立海軍潜水艦博物館で博物館船として陸上保存されている。

## 概要
1941年に真珠湾攻撃が発生して太平洋が戦場となると、イギリス海軍は自らが保有する潜水艦の中に、そのような広大な海域での活動に適した航続距離を持つ大型潜水艦を保有していないことに気づいた。そこで、対日戦に伴う太平洋での活動を想定し海軍本部が1943年度計画で建造した大型潜水艦が本級である。本級は、X艇以外では第二次世界大戦中にイギリス海軍が完全に新規の設計で建造した唯一の艦級であった。しかしながら、計画された46隻中完成したのは16隻のみであり、残りの30隻はキャンセルされた。また、大戦中に完成した艦に至っては「アンフィオン」と「アスチュート」の2隻にとどまり、結果として戦闘には全く寄与しなかった。
基本設計はT級潜水艦の拡大発展型となっており、量産性を考慮した簡易化と完全溶接構造の艦体を持つほか、T級用の資材を多く流用できるように検討されていた。艦形はリバー級潜水艦の系統を引く複殻式を採用した。水上航行時の凌波性や水中放射雑音低減が考慮され、航続距離も11ノットで10,500海里の航行能力を確保した。溶接構造の採用によって艦体構造が強化された結果、安全潜航深度もT級から1.5倍に増大した。
装備の面でも充実が図られ、魚雷発射管の門数を艦首6門、艦尾4門の計10門としたほか、潜望鏡深度で使用可能な対空レーダー、太平洋での行動を考慮した空調設備などが取り入れられた。戦後には、順次シュノーケルも追加されている。
ただし、拡大したとはいえ本級のサイズはアメリカ海軍のガトー級潜水艦の7割程度にとどまっており、仮に太平洋戦線で本格的に活動していた場合は相応の制約があっただろうという見方もある。
ソ連潜水艦に対抗するため、1955年から1960年にかけて14隻が近代化改装を受けて水中高速潜水艦になり1970年代まで現役にとどまった。艦体前後と司令塔が流線形に変更され、外装式魚雷発射管と備砲の撤去、艦首上部に大型のソナードームの追加が行われた。1960年代にインドネシアとマレーシアの対立が発生すると、インドネシアの武装ジャンク船対策として本級の一部の艦にはMk XXIII 4インチ（10.2cm）単装砲または20mm機銃1基が設置された。
本級のうち、「アンドリュー」は1953年にシュノーケルの有効性を実証するためバミューダ諸島からイングランドまで大西洋横断を行い、15日間・2,500海里を潜水状態で航行する記録を立てている。また、「アンドリュー」は極東での任務のため1964年に4インチ砲が装備され、退役まで装備していた。「アンドリュー」は甲板砲を装備した最後のイギリス海軍潜水艦であり、また最後まで現役であった第二次世界大戦時のイギリス海軍潜水艦となっている。
「アフレイ」は1951年4月16日、スプリング・トレイン演習中に沈没事故を起こし75名が死亡した。「アフレイ」は2024年現在、事故で失われた最後のイギリス海軍潜水艦となっている。
1972年、「イニーアス」はブローパイプ携行地対空ミサイルを基にした潜水艦発射近距離艦対空ミサイル「SLAM」の発射実験に用いられた。これはブラジル海軍やイスラエル海軍の要請で開発されたもので、後にイスラエル海軍のガル級潜水艦で装備が検討された。

## 艦名一覧

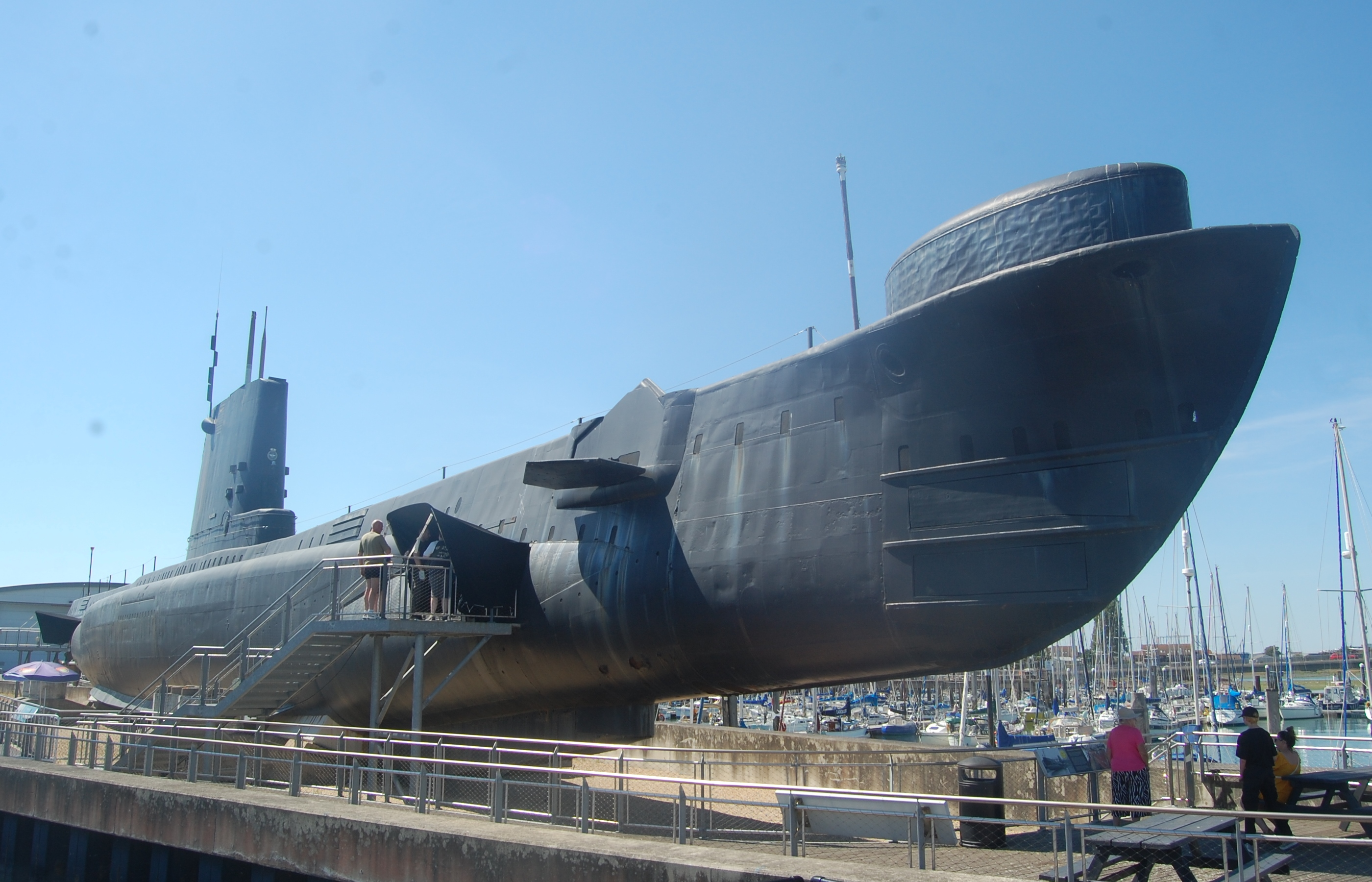
博物館船として展示されている「アライアンス」。近代化改装で追加された特徴的なソナードームが見える。

### バロー＝イン＝ファーネス、ヴィッカース・アームストロング建造艦
- アンフィオン（英語版）（HMS Amphion, P439） - 1971年解体。

※当初「アンカライト」と命名されていたが、就役前に姉妹艦「アンフィオン」と艦名を交換した。
- アスチュート（英語版）（HMS Astute, P447） - 1970年解体。
- オーライガ（英語版）（HMS Auriga, P419） - 1975年解体。
- オーロックス（英語版）（HMS Aurochs, P426） - 1967年解体。
- アルシード（英語版）（HMS Alcide, P415） - 1974年解体。
- オルダニー（英語版）（HMS Alderney, P416） - 1972年解体。
- アライアンス（英語版）（HMS Alliance, P417） - 1981年以降、ゴスポートの王立海軍潜水艦博物館（英語版）で博物館船として保存。
- アンブッシュ（英語版）（HMS Ambush, P418） - 1971年解体。
- アンカライト（英語版）（HMS Anchorite, P422） - 1970年解体。

※当初「アンフィオン」と命名されていたが、就役前に姉妹艦「アンカライト」と艦名を交換した。
- アンドリュー（英語版）（HMS Andrew, P423） - 1977年解体。

### バーケンヘッド、キャメル・レアード建造艦
- アフレイ（英語版）（HMS Affray, P421） - 1951年4月16日事故沈没。
- イニーアス（英語版）（HMS Aeneas, P427） - 1974年解体。
- アラリック（英語版）（HMS Alaric, P441） - 1971年解体。

### グリーノック、スコッツ造船工学社建造艦
- アーティミス（英語版）（HMS Artemis, P449） - 1971年にゴスポートのドルフィン海軍基地（英語版）で給油中に沈没。死傷者は出なかったが、浮揚後修理されず1972年解体。
- アートフル（英語版）（HMS Artful, P456） - 1972年解体。

### チャタム工廠建造艦
- アケロン（英語版）（HMS Acheron, P411） - 1972年解体。

### デヴォンポート工廠建造艦
以下の2隻は進水したものの、完成しないまま処分された。
- エース（英語版）（HMS Ace, P414） - 1950年解体。
- アケイティーズ（英語版）（HMS Achates, P433） - 1950年に標的艦として撃沈処分。

### 建造中止
バロー＝イン＝ファーネス、ヴィッカース・アームストロング建造艦
- アンドロマキ（HMS Andoromache, P424）
- アンサー（HMS Answer, P425）
- アンタゴニスト（HMS Antagonist, P428）
- アンテュース（HMS Antaeus, P429）
- アンザック（HMS Anzac, P431）
- アフロダイテ（HMS Aphrodite, P432）
- アプローチ（HMS Approach, P435）
- アーケイディアン（HMS Aacadian, P436）
- アーゴシー（HMS Argosy, P438）
- アトランティス（HMS Atlantis, P442）

ウォーカー・オン・タイン、ヴィッカース・アームストロング建造艦
- アドミラブル（HMS Admirable, P434）
- アスペリティ（HMS Asperrity, P444）
- オースティア（HMS Austere, P445）
- アズテック（HMS Aztec, P455）
- アドヴァーサリー（HMS Adversary, P457）
- アウェイク（HMS Awake, P459）

ポーツマス工廠建造艦
- アバラード（HMS Abelard, P451）
- アカスタ（HMS Acasta, P452）

キャメル・レアード建造艦
- アジャイル（HMS Agile, P443）
- アグレッサー（HMS Aggressor, P446）
- アギト（HMS Agate, P448）
- アルセスティス（HMS Alcestis, P453）
- アラジン（HMS Alladin, P454）

グリーノック、スコッツ造船工学社建造艦
- アスガード（HMS Asgard, P458）
- アスターテ（HMS Astarte, P461）
- アシュアランス（HMS Assurance, P462）

チャタム工廠
- アデプト（HMS Adept, P412）

## 登場作品

### 映画
『渚にて』（監督：スタンリー・クレイマー、出演：グレゴリー・ペック、エヴァ・ガードナー、1959年）
- 「アンドリュー」が、架空のアメリカ海軍原子力潜水艦「ソーフィッシュ」（USS Sawfish）役として撮影に用いられている。

『007は二度死ぬ』（監督：ルイス・ギルバート、出演：ショーン・コネリー、若林映子、丹波哲郎、浜美枝、1967年）
- 「イニーアス」が、劇中に登場するM1潜水艦役として撮影に用いられている。

『トランスフォーマー/最後の騎士王』（監督：マイケル・ベイ、出演：マーク・ウォールバーグ、ローラ・ハドック、2017年）
- 「アライアンス」が、劇中に登場するトランスフォーマー役として撮影に用いられている。